# Esquadrão N.º 223 da RAF
O Esquadrão N.º 223 foi um esquadrão da Força Aérea Real que operou de 1918-1919, 1937-1945, 1952-1957 e 1960-1964. O esquadrão foi formado a partir de várias esquadrilhas do Royal Naval Air Service (RNAS) e participou do final da Primeira Guerra Mundial antes de ser dissolvido. O esquadrão foi reformado com o advento da Segunda Guerra Mundial. No início, o Esquadrão N.º 233 participou em missões de reconhecimento geral antes de ser encarregado de tarefas de transporte pouco antes do Dia D. Pouco depois da Segunda Guerra Mundial, o esquadrão foi novamente dissolvido, para ser reformado mais uma vez em 1960. O Esquadrão N.º 223 foi finalmente dissolvido em 1964.